# Digsby
Digsby – darmowy multikomunikator internetowy i klient poczty elektronicznej. Obsługuje takie sieci i protokoły jak Jabber/XMPP, Windows Live Messenger, Yahoo! Messenger czy ICQ.
Program napisano, wykorzystując moduł wxPython. Digsby korzysta z silnika WebKit.